# Johannes Wilsing
Johannes Wilsing (* 8. September 1856 in Berlin; † 23. Dezember 1943 in Potsdam) war ein deutscher Astronom.
Wilsing studierte in Berlin und Göttingen. 1880 wurde er in Berlin mit der Arbeit Über den Einfluss von Luftdruck und Wärme auf die Pendelbewegung promoviert.
Von 1898 bis 1921 war er Observator am Astrophysikalischen Observatorium Potsdam.
Zusammen mit Julius Scheiner versuchte er 1896 die Radiostrahlung der Sonne nachzuweisen. Wilsings Hauptforschungsgebiet war die Spektralphotometrie.

## Ehrungen
Im Jahr 1919 wurde er zum Mitglied der Deutschen Akademie der Naturforscher Leopoldina gewählt. 
1970 wurde der Mondkrater Wilsing nach ihm benannt.